# Hapten
Hapteny (řec. "hapto", dotýkat se) jsou malé molekuly, které jsou schopné vyvolat imunitní odpověď pouze tehdy, když jsou připojeny k nosiči. Nosič sám o sobě také může, ale nemusí vyvolat imunitní odpověď. Mechanismy absence imunitní odpovědi mohou být různé; mohou zahrnovat nepřítomnost nebo nedostatečné množství kostimulačních signálů z antigen prezentujících buněk.
Hapteny jsou používány při studiu různých chorob (jako je alergická kontaktní dermatitida a chronické střevní záněty) pro vyvolání autoimunitních reakcí.
Koncept haptenů pochází z práce rakouského imunologa Karla Landsteinera, který byl průkopníkem použití syntetických haptenů ke studiu imunochemických jevů.

## Imunitní odpoveď na adukt hapten-nosič
Po kontaktu s kůži hapteny se mohou spojovat s různými proteiny a indukovat vznik kontaktní dermatitidy, která se projeví jako oddálená hypersenzitivita IV. typu. Je zprostředkovaná hlavně T lymfocyty a dendritickými buňkami a skládá se ze dvou fází: senzibilizaci a elicitaci. K senzibilizaci dochází když je hapten poprvé aplikován na kůži. Hapteny nejdříve aktivují reakce vrozené imunity pomocí zánětlivých cytokinů, DAMPů a inflamazomu. Táto fáze je charakteristická migraci dendritických buněk do lymfatických uzlin, proliferaci efektorových T lymfocytů, vytvořením paměťových lymfocytů a také tvorbou protilátek plazmatickými buňkami. V druhé fází po aplikaci haptenu na jiné místo kůže dochází k aktivací efektorových T lymfocytů a imunitní reakci zprostředkované protilátkami, což právě může způsobovat poškození jinak zdravých tkáni.
Hapteny nejsou schopné stimulovat tvorbu protilátek, ale jsou schopné se na ně vázat. Někdy hapten dokonce dokáže blokovat imunitní odpověď na adukt hapten-nosič tím, že zabrání aduktu ve vazbě na protilátku, což je proces nazývaný inhibice haptenu.
Známým příkladem haptenu je urushiol, což je toxin nalezený v rostlinách z čeledi ledvinovníkovité, zejména u jedovatce. Když je urushiol absorbován kůží, podléhá oxidaci v kožních buňkách za vzniku reaktivní molekuly chinonového typu, která pak reaguje s dalšími proteiny za vzniku haptenových aduktů. Po druhé expozici se T-buňky mohou aktivovat a vyvolat imunitní reakci, při které se vytváří puchýře, typické pro kontaktní dermatitidu.
Dalším příkladem kontaktní dermatitidy způsobené expozici haptenů může být alergie na nikl, způsobena ionty niklu.

## Příklady haptenů
Obecně širokou řadu haptenů tvoří různé malé molekuly jako jsou pesticidy, léky atd. Strukturně se mohou výrazně odlišovat, důležitá je hlavně molekulová hmotnost haptenu (<1000 Da).
Prvním objeveným haptenem byl anilin a jeho karboxylové deriváty (kyselina o-, m- a p-aminobenzoová).
Některé hapteny mohou vyvolávat autoimunitní onemocnění. Příkladem je hydralazin, lék snižující krevní tlak, který může u některých jedinců způsobit lékem vyvolaný lupus erythematodes. Předpokládá se, že podobným mechanismem funguje i anestetický plyn halothan, který může zapříčinit život ohrožující hepatitidu, stejně jako léky třídy penicilinů způsobující autoimunitní hemolytickou anémii.
Mezi další hapteny, které se běžně používají v molekulární biologii, patří například fluorescein, biotin, digoxigenin a dinitrofenol. Proti některým endogenním haptenům (jako jsou některé neurotransmitery (např. serotonin (5HT), glutamát, dopamin, GABA, tryptamin, glycin, noradrenalin), a aminokyseliny (např. tryptofan, 5-hydroxytryptofan, 5-metoxytryptofan) byly úspěšně vypěstovány protilátky za použití glutaraldehydu k zesíťování těchto molekul na nosné proteiny, vhodné pro imunitní rozpoznání. Je pozoruhodné, že detekce takových malých molekul ve tkáních vyžaduje, aby tkáň byla fixována glutaraldehydem, protože glutaraldehydová kovalentní vazba na molekule často tvoří část protilátkou rozpoznávaného epitopu.

## Konjugace haptenu
Vzhledem ke své povaze a vlastnostem, adukty hapten-nosič mají zásadní roli v imunologii. Byly používány k hodnocení vlastností specifických epitopů, při purifikaci a produkci monoklonálních protilátek a také jsou důležité při vývoji citlivých kvantitativních a kvalitativních imunologických testů.
Při tvorbě haptenových konjugátu je potřeba brát v úvahu mnoho faktorů. Patří mezi ně metoda konjugace haptenu, typ použitého nosiče a hustota haptenu. Variace v těchto faktorech by mohly vést k různé síle imunitní odpovědi vůči nově vytvořené antigenní determinantě.

### Nosiči
Obecně nosné proteiny by měly být imunogenní a měli by obsahovat dostatek aminokyselinových zbytků v reaktivních postranních řetězcích pro konjugaci s hapteny. Aby došlo k haptenaci proteinu, hapten musí být elektrofilní, a to buď sám o sobě, anebo může být pozměněn v důsledku oxidace na vzduchu či např. kožním metabolismem. V závislosti na použitých haptenech by měly být zváženy další faktory pro použití konkrétních nosičů: jejich in vivo toxicita, komerční dostupnost a cena.
Mezi nejčastější nosiče patří sérový globulin, albuminy, ovalbumin a mnoho dalších. Lidský sérový albumin je často modelovým proteinem pro testy vazby na protein, jelikož to je dobře popsaný protein, jehož úlohou in vivo je, kromě jiného, vazba xenobiotik a jejich následné odstranění z krevního oběhu, čímž působí jako detoxikační agens. Kromě přirozeně se vyskytujících proteinových nosičů mohou být použité i syntetické jako je kyselina poly-L-glutamová, polysacharidy a lipozomy.

### Mechanismus konjugace paru hapten-nosič
Nejběžnějšími reakčními mechanismy které se uplatňuji při tvorbě kovalentní vazby mezi haptenem a nosičem jsou nukleofilní substituce na nasyceném centru, nukleofilní substituce na nenasyceném centru a nukleofilní adice. Jiné mechanismy se též mohou podílet na tvorbě vazby, a to zejména elektrofilní substituce, radikálové reakce a iontové reakce.

### Metody konjugace haptenu
Při výběru vhodné metody pro konjugaci, musí být nejdříve identifikovány funkční skupiny na haptenu a jeho nosiči; v závislosti na nich lze použít jednu ze dvou hlavních strategií:
1. Spontánní chemická reakce: Používá se, když hapten je chemicky reaktivní molekulou (např. anhydridy a isokyanáty). Tato metoda konjugace je spontánní a nepotřebuje síťovací činidla.[12]
2. Síťování intermediárních molekul: Tato metoda se používá hlavně pro nereaktivní hapteny. Činidla s alespoň dvěma chemicky reaktivními skupinami, jako je karbodiimid nebo glutaraldehyd, mají napomáhat konjugaci haptenů na jejich nosiče. Rozsah zesíťování závisí na poměru hapten/nosič k vazebnému činidlu, koncentraci hapten/nosič a teplotě, pH prostředí.[12]
  - Karbodiimid: Skupina sloučenin s obecným vzorcem RN=C=NR′, kde R a R′ jsou buď alifatické (tj. diethylkarbodiimid) nebo aromatické (tj. difenylkarbodiimid). Konjugace pomocí karbodiimidu vyžaduje přítomnost α- nebo ɛ-amino a karboxylové skupiny. Aminoskupina obvykle pochází z lysylového zbytku nosného proteinu, zatímco karboxylová skupina pochází z haptenu. Přesný mechanismus této reakce je stále neznámý; jsou však navrženy dvě cesty. První předpokládá, že se vytvoří meziprodukt, který může reagovat s aminem. Druhý uvádí, že došlo k přesmyku acylmočoviny, hlavního vedlejšího produktu reakce při vysoké teplotě.[15]
  - Glutaraldehyd: Tato metoda provází reakcí mezi glutaraldehydem s aminovými skupinami za vzniku Schiffových bází nebo adičních produktů s dvojnou vazbou Michaelova typu. Výtěžek konjugátů může být řízen změnou pH reakce. Vyšší pH by dalo vzniknout většímu množství meziproduktů Schiffovy báze a následně by vedlo ke zvýšení počtu a velikosti haptenových konjugátů. Celkově je zesítění zahrnující glutaraldehyd velmi stabilní. Avšak imunizovaná zvířata mají tendenci rozpoznat glutaraldehydové zesíťující můstky jako epitopy.[16]
3. Vysoce výkonná kapilární elektroforéza: Vysoce výkonná kapilární elektroforéza (HPCE) je alternativní metodou při optimalizaci konjugace hapten-protein. HPCE se používá převážně při separaci sacharidů s velmi vysokou separační kapacitou. Použití HPCE jako techniky pro zkoumání určitých konjugátů má řadu výhod, například vyžaduje pouze nepatrné velikosti vzorků (v řádech nanolitrů). Navíc použitý vzorek nemusí být čistý a nevyžaduje radioaktivní značení. Velkou výhodou této metody dále je existence automatizované analýzy vzorku a možnost testování interakcí vzorku ve volném roztoku. Tato metoda konjugace hapten-nosič je výjimečně účinná u konjugátů s nízkou hustotou epitopů, kde je jinak velmi obtížné použít jiné metody ke stanovení elektrické nebo iontové mobility.[17][18]

## Klinický význam

### Inhibice haptenu
Haptenová inhibice nebo semihapten je inhibice hypersenzitivní reakce typu III. Při inhibici se volné molekuly haptenu vážou na protilátky, aniž by způsobily imunitní odpověď. Ve výsledku zbývá méně protilátek, které se vážou na imunogenní adukt hapten-nosič. Příkladem haptenového inhibitoru je dextran 1, což je malá frakce (1 kilodalton) dextranového komplexu, která je dostatečná k navázání anti-dextranových protilátek, ale nedostatečná k vytvoření imunitních komplexů a zahájení imunitní odpovědí.

### Výzkum
Řada haptenů je běžně využívaná v různých odvětvích klinické praxe. Při výrobě různých složek léčivých a kosmetických přípravků hapteny jsou použity pro testování potenciálu indukovat senzibilaci kožních povrchů, vedoucí ke kontaktní dermatitidě. Schopnost léčiva působit jako hapten je jasnou známkou potenciální imunogenicity.
Hapten-specifické protilátky se používají v různých imunologických testech; tyto protilátky mohou být použity k detekci malých environmentálních kontaminantů, drog, vitamínů, hormonů, metabolitů, potravinových toxinů a látek znečišťujících životní prostředí.